# Hans Hammarskiöld
Hans Arvid Hammarskiöld, född 17 maj 1925 i Stockholm, död 12 november 2012 på Lidingö, var en svensk fotograf.

## Biografi
Hammarskiöld arbetade 1954-1956 som modefotograf på engelska Vogue. Han var sedan 1958 en av medlemmarna i det då bildade fotografkollektivet Tio fotografer, och gjorde sig känd som både porträttkonstnär och som konstfotograf. Tre exempel på Hammarskiölds porträttkonst är hans humoristiska fotografier av popkonstnären Claes Oldenburg 1966 bärandes en enorm tandkrämstub, Pontus Hultén rytandes och utklädd i överdekorerad frack 1984 samt hans berömda profilporträtt av professor Ragnar Josephson 1965. Hammarskiöld är gravsatt i minneslunden på Lidingö kyrkogård.

## Priser och utmärkelser
- Augustpriset 2001